# Développement limité
Pour les articles homonymes, voir Développement.
En physique et en mathématiques, un développement limité (noté DL) d'une fonction en un point est une approximation polynomiale de cette fonction  au voisinage de ce point, c'est-à-dire l'écriture de cette fonction sous la forme de la somme :
- d'une fonction polynomiale ;
- d'un reste négligeable au voisinage du point considéré.

En physique, il est fréquent de confondre la fonction avec son développement limité, à condition que l'erreur (c’est-à-dire le reste) ainsi faite soit inférieure à l'erreur autorisée. Si l'on se contente d'un développement d'ordre un, on parle d'approximation linéaire ou d'approximation affine.
En mathématiques, les développements limités permettent de trouver plus simplement des limites de fonctions, de calculer des dérivées, de prouver qu'une fonction est intégrable ou non, ou encore d'étudier des positions de courbes par rapport à des tangentes. Ils permettent également l'obtention d'équivalents.

## Définitions
Soit f une fonction à valeurs réelles définie sur un intervalle I, et x0 ∈ I. On dit que f admet un développement limité d'ordre n (abrégé par DLn) en x0, s'il existe n + 1 réels a0, a1, ..., an tels que la fonction {\displaystyle R:I\to \mathbb {R} } définie par :
Les fonctions R vérifiant ceci sont notées o((x – x0)n) (voir l'article « Comparaison asymptotique », et plus précisément la famille des notations de Landau).
On écrit donc :
Il est fréquent d'écrire un développement limité en posant x = x0 + h :
Conséquences immédiates
- Si f admet un DL0 en x0, alors a0 = f (x0).
- Si f admet un DLn en x0, alors elle admet un DLk en x0 pour tout entier k < n.
- Une condition nécessaire et suffisante pour que f admette un DLn en x0 est l'existence d'un polynôme P tel que f(x) = P(x) + o((x – x0)n). S'il existe un tel polynôme P, alors il en existe une infinité d'autres, mais un seul d'entre eux est de degré inférieur ou égal à n : le reste de la division euclidienne de P(X) par (X – x0)n+1. On l'appelle la partie régulière, ou partie principale, du DLn de f en x0. On identifie parfois, par abus de langage, le DLn avec sa partie régulière.

## Opérations sur les développements limités
Somme
Si f et g admettent deux DLn en x0, alors f + g admet un DLn en x0, dont la partie régulière s'obtient en sommant les deux parties régulières des DLn de f et g.
Multiplication par un scalaire
Si f admet un DLn en x0, alors λf admet un DLn en x0, dont la partie régulière s'obtient en multipliant la partie régulière du DLn de f par λ.
Produit
Si f et g admettent deux DLn en x0, de parties régulières respectives P et Q, alors fg et PQ admettent un DLn en x0, de même partie régulière.
Si x0 = 0, cette partie régulière est le reste de la division euclidienne de PQ par Xn+1.
Inverse
Si u(x0) = 0 et si u admet un DLn en x0, alors 1/1 – u admet un DLn. La partie régulière de ce développement limité est celle du DLn de {\displaystyle \sum _{k=0}^{n}u^{k}} en x0.
Quotient
On peut combiner le produit et l'inverse, ou faire une division suivant les puissances croissantes de la partie régulière du numérateur par celle du dénominateur.
Composition
Si u admet un DLn en x0 de partie régulière P et si v admet un DLn en u(x0) de partie régulière Q, alors v ∘ u et Q ∘ P possèdent un DLn en x0, de même partie régulière.
« Intégration »
Si f admet un DLn en x0, {\displaystyle f(x)=\sum _{i=0}^{n}a_{i}(x-x_{0})^{i}+o((x-x_{0})^{n})}, alors toute primitive F de f admet un DLn + 1 en x0 qui est
{\displaystyle F(x)=F(x_{0})+\sum _{i=0}^{n}{\frac {a_{i}}{i+1}}(x-x_{0})^{i+1}+o((x-x_{0})^{n+1}).}
Dérivation
Il n'existe pas de théorème général sur l'existence d'un DLn en x0 pour la dérivée d'une fonction admettant un DLn + 1 en x0.
Par exemple, en 0, la fonction x ↦ x3sin(1/x) – prolongée par 0 ↦ 0 – admet un DL2 (il s'agit de 0 + o(x2)) mais sa dérivée n'admet pas de DL1.
Par contre, comme déjà dit, si F ' admet un DLn en x0, alors la partie régulière de ce DL est la dérivée de la partie régulière du DLn + 1 de F en x0.

## Développement limité et fonctionsdérivables
Le théorème de Taylor-Young assure qu'une fonction f dérivable n fois au point x0 (avec {\displaystyle n\geq 1}) admet un DLn en ce point :
{\displaystyle f(x)=f(x_{0})+f'(x_{0})(x-x_{0})+{\frac {f''(x_{0})}{2!}}(x-x_{0})^{2}+\dots +{\frac {f^{(n)}(x_{0})}{n!}}(x-x_{0})^{n}+o((x-x_{0})^{n})}
soit en écriture abrégée
{\displaystyle f(x)=\sum _{i=0}^{n}{\frac {f^{(i)}(x_{0})}{i!}}(x-x_{0})^{i}+o((x-x_{0})^{n})}.
On le démontre par récurrence sur n, grâce au théorème ci-dessus d'« intégration » terme à terme d'un DL.
L'existence d'un DL0 en x0 équivaut à la continuité en x0, et l'existence d'un DL1 en x0 équivaut à la dérivabilité en x0. En revanche, pour {\displaystyle n\geq 2}, l'existence d'un DLn en x0 n'implique pas que la fonction soit {\displaystyle n} fois dérivable en x0 (par exemple x ↦ x3sin(1/x) — prolongée par continuité en 0 — admet, en 0, un DL2 mais pas de dérivée seconde).

## Quelques utilisations
Le développement d'ordre 0 en x0 revient à écrire que f est continue en x0 :
{\displaystyle f(x)=f(x_{0})+o((x-x_{0})^{0})=f(x_{0})+o(1)}
Le développement limité d'ordre 1 en x0 revient à approcher une courbe par sa tangente en x0 ; on parle aussi d'approximation affine :
{\displaystyle f(x)=f(x_{0})+f'(x_{0})\cdot (x-x_{0})+o(x-x_{0})}.
Son existence équivaut à la dérivabilité de la fonction en x0.
Le développement limité d'ordre 2 en x0 revient à approcher une courbe par une parabole, ou loi quadratique, en x0. Il permet de préciser la position de la courbe par rapport à sa tangente au voisinage de x0, pourvu que le coefficient du terme de degré 2 soit non nul : le signe de ce coefficient donne en effet cette position (voir également l'article fonction convexe).
Le changement de variable h = 1/x permet, à l'aide d'un DL0 en 0, de chercher une limite à l'infini, et, à partir d'un DL1 en 0, de déterminer l'équation d'une asymptote (comme pour la tangente, le DL2 permet de préciser la position de la courbe par rapport à l'asymptote).
En faisant une approximation polynomiale de fonction en x0, il devient possible, pour un calcul de limite en x0, de lever une  Forme indéterminée.

## Quelques exemples

Fonction cosinus (courbe bleue) et son développement limité d'ordre 4 en 0 (courbe noire).

Les fonctions suivantes possèdent des DLn en 0 pour tout entier n.
- {\displaystyle {\frac {1}{1-x}}=\sum _{i=0}^{n}x^{i}+{\frac {x^{n+1}}{1-x}}=\sum _{i=0}^{n}x^{i}+o(x^{n})} (la première égalité se déduit du terme  général de la série géométrique).
- ln(1 + x) {\displaystyle =\sum _{k=1}^{m}{\frac {(-1)^{k-1}}{k}}x^{k}+o(x^{m})} par intégration de la formule précédente pour n = m – 1, changement de x en –x et changement d'indice k = i + 1
- ex {\displaystyle =\sum _{i=0}^{n}{\frac {1}{i!}}x^{i}+o(x^{n})} (en utilisant la formule de Taylor)
- sin {\displaystyle x=\sum _{i=0}^{n}{\frac {(-1)^{i}}{(2i+1)!}}x^{2i+1}+o(x^{2n+2})} à l'ordre 2n + 2. La partie principale du DL à l'ordre 2n + 1 est la même car le terme en x2n+2 est nul (comme tous les termes d'exposant pair) et o(x2n+2) = o(x2n+1).
- cos {\displaystyle x=\sum _{i=0}^{n}{\frac {(-1)^{i}}{(2i)!}}x^{2i}+o(x^{2n+1})} à l'ordre 2n + 1. La partie principale du DL à l'ordre 2n est la même, car le terme en x2n+1 est nul (comme tous les termes d'exposant impair) et o(x2n+1) = o(x2n).
- (1 + x)a {\displaystyle =1+\sum _{i=1}^{n}{\frac {1}{i!}}\left(\prod \limits _{j=0}^{i-1}(a-j)\right)x^{i}+o(x^{n}).}

Ces exemples sont en outre développables en séries entières.

### Formulaire
Plusieurs fonctions usuelles admettent un développement limité en 0, qui peuvent être utilisés pour développer des fonctions spéciales :
- (1 + x)a {\displaystyle =1+ax+{\frac {a(a-1)}{2!}}x^{2}+{\frac {a(a-1)(a-2)}{3!}}x^{3}+\cdots +{\frac {a(a-1)(a-2)...(a-(n-1))}{n!}}x^{n}+o(x^{n})}
- {\displaystyle {\frac {1}{1-x}}=1+x+x^{2}+x^{3}+\cdots +x^{n}+o(x^{n})}
- {\displaystyle {\frac {1}{1+x}}=1-x+x^{2}-x^{3}+\cdots +(-1)^{n}x^{n}+o(x^{n})}
- ln {\displaystyle (1-x)=-x-{\frac {x^{2}}{2}}-{\frac {x^{3}}{3}}-\cdots -{\frac {x^{n}}{n}}+o(x^{n})}
- ln {\displaystyle (1+x)=x-{\frac {x^{2}}{2}}+{\frac {x^{3}}{3}}-\cdots +(-1)^{n-1}{\frac {x^{n}}{n}}+o(x^{n})}
- ex {\displaystyle =1+x+{\frac {x^{2}}{2!}}+{\frac {x^{3}}{3!}}+\cdots +{\frac {x^{n}}{n!}}+o(x^{n})}
- cos {\displaystyle x=1-{\frac {x^{2}}{2!}}+{\frac {x^{4}}{4!}}-\cdots +(-1)^{n}{\frac {x^{2n}}{(2n)!}}+o(x^{2n+1})}
- sin {\displaystyle x=x-{\frac {x^{3}}{3!}}+{\frac {x^{5}}{5!}}-\cdots +(-1)^{n}{\frac {x^{2n+1}}{(2n+1)!}}+o(x^{2n+2})}
- tan {\displaystyle x=x+{\frac {x^{3}}{3}}+{\frac {2x^{5}}{15}}+{\frac {17x^{7}}{315}}+\cdots +{\frac {B_{2n}(-4)^{n}(1-4^{n})}{(2n)!}}x^{2n-1}+o(x^{2n})}, où les {\displaystyle B_{n}} sont les nombres de Bernoulli.
- cosh {\displaystyle x=1+{\frac {x^{2}}{2!}}+{\frac {x^{4}}{4!}}+\cdots +{\frac {x^{2n}}{(2n)!}}+o(x^{2n+1})}
- sinh {\displaystyle x=x+{\frac {x^{3}}{3!}}+{\frac {x^{5}}{5!}}+\cdots +{\frac {x^{2n+1}}{(2n+1)!}}+o(x^{2n+2})}
- tanh {\displaystyle x=x-{\frac {x^{3}}{3}}+{\frac {2x^{5}}{15}}-{\frac {17x^{7}}{315}}+\cdots +{\frac {B_{2n}4^{n}(4^{n}-1)}{(2n)!}}x^{2n-1}+o(x^{2n})}
- arcsin {\displaystyle x=x+{\frac {x^{3}}{2\cdot 3}}+{\frac {1\cdot 3\cdot x^{5}}{2\cdot 4\cdot 5}}+\cdots +{\frac {1\cdot 3\cdot 5\cdots (2n-1)x^{2n+1}}{2\cdot 4\cdot 6\cdots (2n)\cdot (2n+1)}}+o(x^{2n+2})}
- arccos {\displaystyle x={\frac {\pi }{2}}-x-{\frac {x^{3}}{2\cdot 3}}-{\frac {1\cdot 3\cdot x^{5}}{2\cdot 4\cdot 5}}-\cdots -{\frac {1\cdot 3\cdot 5\cdots (2n-1)x^{2n+1}}{2\cdot 4\cdot 6\cdots (2n)\cdot (2n+1)}}+o(x^{2n+2})}
- arctan {\displaystyle x=x-{\frac {x^{3}}{3}}+{\frac {x^{5}}{5}}-\cdots +(-1)^{n}{\frac {x^{2n+1}}{2n+1}}+o(x^{2n+2})}
- arsinh {\displaystyle x=x-{\frac {x^{3}}{2\cdot 3}}+\cdots +(-1)^{n}{\frac {1\cdot 3\cdot 5\cdots (2n-1)x^{2n+1}}{2\cdot 4\cdot 6\cdots (2n)\cdot (2n+1)}}+o(x^{2n+2})}
- artanh {\displaystyle x=x+{\frac {x^{3}}{3}}+\cdots +{\frac {x^{2n+1}}{2n+1}}+o(x^{2n+2})}

### Approximations affines: développements limités d'ordre 1
On utilise fréquemment des développements limités d'ordre 1 (encore appelés « approximations affines », ou « approximations affines tangentes »), qui permettent de faciliter les calculs, lorsqu'on n'exige pas une trop grande précision ; ils sont donnés, au point x0, par :
(on retrouve l'équation de la tangente au graphe de f).
En particulier, on a, au point 0 :
- {\displaystyle (1+x)^{a}=1+ax+o(x)} et donc
  - {\displaystyle {\frac {1}{1+x}}=1-x+o(x)} et
  - {\displaystyle {\sqrt {1+x}}=1+{\frac {x}{2}}+o(x)~;}
- {\displaystyle \ln {(1+x)}=x+o(x)~;}
- {\displaystyle {\rm {e}}^{x}=1+x+o(x).}

### Développements usuels en0defonctions trigonométriques
- À l'ordre 2 :
  - {\displaystyle \sin x=x+o(x^{2})}, {\displaystyle \arcsin x=x+o(x^{2})},
  - {\displaystyle \tan x=x+o(x^{2})}, {\displaystyle \arctan x=x+o(x^{2})},ces formules étant souvent connues sous le nom d'approximations des petits angles, et
- à l'ordre 3 :{\displaystyle \cos x=1-{\frac {x^{2}}{2}}+o(x^{3})}.